# دينيسي مارشال
دينيسي مارشال (بالإنجليزية: Denise Marshall)‏ هي نسوية ‏ بريطانية، ولدت في 12 ديسمبر 1961 في هايبري ‏ في المملكة المتحدة، وتوفيت في 21 أغسطس 2015 بسبب سرطان.